# James Graham Fair
James Graham Fair (Clogher, 1831. december 3. – San Francisco, 1894. december 28.) az Amerikai Egyesült Államok szenátora (Nevada, 1881–1887).

## South Pacific Coast Railroad
1876-ban Fair több társával együtt létrehozta a keskeny nyomtávú South Pacific Coast Railroad-ot. A vonal a mai Newark közelében lévő kiindulópontjától a San Francisco-öböl keleti oldalán, San Jose és Los Gatos városán keresztül, majd dél felé a Santa Cruz-hegységen át húzódott egy 6200 láb hosszú alagút, egy másik 5000 láb hosszú alagút és hat rövidebb alagút útvonalán. Mintegy hatszáz kínai munkást alkalmaztak az építkezéshez, a földmunkában, a pálya lefektetésében és az alagútépítésben. Ez utóbbi tevékenység során harmincegy munkás vesztette életét, elsősorban földalatti földgázrobbanások következtében. A vasút a déli végén, Feltonban megvásárolta a Santa Cruz & Felton Railroadot. A hegyeken átívelő vonal 1880 májusában készült el.
A South Pacific Coast Railroad azonnal sikeres és hamarosan nyereséges volt. A Southern Pacific 1886-ban hatmillió dollárért megvásárolta az SPC-t. A Southern Pacific később normál nyomtávra alakította át a vonalat, és 1940-ig üzemeltette, amikor a vonal hegyeken túli részét felhagyták.